# Etmißl
Etmißl là một đô thị thuộc huyện Bruck an der Mur thuộc bang Steiermark, nước Áo. Đô thị Etmißl có diện tích 32 km², dân số thời điểm cuối năm 2005 là 517 người. 
Etmißl nằm ở thung lũng Hochschwab.
Các khu dân cư gồm Etmißl, Lonschitz, and Oisching.